# James Patrick Mallory
James Patrick Mallory (Belfast, 1945) és un arqueòleg nord-americà d'origen irlandès. professor emèrit de la Queen's University of Belfast, membre de la Reial Acadèmia Irlandesa i editor de la Journal of Indo-European Studies i de Emania: Bulletin of the Navan Research Group, a Belfast.

## Biografia
Mallory va obtenir la seva llicenciatura en història al Col·legi Occidental de Califòrnia el 1967, i després va passar tres anys a l'exèrcit dels Estats Units com a sergent de la policia militar. El 1975 va obtenir un doctorat en estudis indoeuropeus de la Universitat de Califòrnia a Los Ángeles. A partir de 1977 ha exercit en diversos càrrecs de la Queen's University of Belfast, arribant a ser catedràtic d'arqueologia prehistòrica el 1998.
La recerca del professor Mallory s'ha centrat en el primer neolític i en l'edat de bronze a Europa, el problema de la terra original (urheimat) de la llengua protoindoeuropea, i l'arqueologia de l'antiga Irlanda. Està a favor d'un enfocament integral d'aquests problemes, amb la comparació de l'evidència literària, lingüística i arqueològica per solucionar aquests problemes històrics.
Una conseqüència d'aquesta preferència per un enfocament integrat és que Mallory ha estat molt crític amb la teoria àmpliament difosa de Colin Renfrew, que localitza l'urheimat o pàtria de la família lingüística indoeuropea (a principis del Neolític) a Anatòlia, i relaciona la seva difusió amb la propagació de l'agricultura. Un element clau de la crítica de Mallory ha estat una vigorosa defensa de la paleontologia lingüística com una eina vàlida per a la solució del problema de la pàtria original indoeuropea. El llibre de Mallory amb D.Q. Adams, titulat The Oxford introduction to proto-indo-european and the proto-indo-european world proporciona un resum complet de la reconstitució de la llengua protoindoeuropea, i avalua el que aquesta llengua pot dir sobre la societat que la parlava.

## Obres
- Mallory, J. P. In Search of the Indo-Europeans: Language, Archaeology and Myth. Londres: Thames & Hudson, 1989. ISBN 0-500-27616-1.
- Mallory, J. P.; McNeill, T. E. The Archaeology of Ulster from colonization to plantation. Belfast: Dufour, 1991. ISBN 0-85389-353-5.[2]
- Mallory, J. P.; Adams, D. Q. Encyclopedia of Indo-European Culture. Londres i Chicago: Fitzroy-Dearborn, 1997. ISBN 1-884964-98-2.
- Mallory, J. P.; Mair, Victor H. The Tarim Mummies: Ancient China and the Mystery of the Earliest Peoples from the West. Londres: Thames & Hudson, 2000. ISBN 0-500-05101-1.
- Mallory, J. P.; Adams, D. Q. The Oxford Introduction to Proto-Indo-European and the Proto-Indo-European World. Oxford: Oxford University Press, 2006. ISBN 0199287910.
- Mallory, J. P.; Hartwell, B.; i Nelis, E. Excavations on Donegore Hill, Co. Antrim. Bray, Wordwell, 2011.[3]
- Mallory, J. P. The Origins of the Irish. Londres i Nova York: Thames & Hudson, 2013. ISBN 0500051755.
- Mallory, J. P. In Search of the Irish Dreamtime: Archaeology and Early Irish Literature, Londres, Thames & Hudson, 2016.